# The Islander
«The Islander» — десятий трек з шостого альбому Dark Passion Play Було підтверджено, що ця пісня буде п'ятим синглом, а відбулось це за тиждень після виходу синглу «Bye Bye Beautiful». Він вийшов 21 травня 2008, а прем'єра відео відбулась 14 квітня 2008.
У день релізу «The Islander» очолив фінські чарти, та став номер 1 по продажах.
Існують також інші пісні Nightwish (включаючи, наприклад, «Creek Mary's Blood» з альбому Once), де основною темою музики є народні та фольклорні мотиви, а не симфонічний метал, який вони зазвичай грають. Використовуються акустичні інструменти, а не електричні. Це повністю акустична пісня, за винятком використання деяких клавішних елементів та ударних. Марко Хієтала співає всю пісню, на бек-вокалі Анетт Ользон та Туомас Холопайнен. Крім того, він написав велику частину музики для пісні, на відміну від більшості інших, які були написані Туомасом Холорайненом. Також використовувався запрошений музикант Troy Donockley, який грав на волинці.
Сингл містить інструментальну версію пісні «Escapist», оркестрову версію пісні «Meadows of Heaven», а також відео «The Islander» і «Bye Bye Beautiful».

## Список композицій

### Версія Spinefarm (CD+DVD)
CD:
1. The Islander [Radio edit]
2. The Islander [Full-length]
3. Escapist [Instrumental version]
4. Meadows Of Heaven [Orchestral version]

DVD:
1. The Islander [Full-length video] stereo
2. The Islander [Full-length video] 5.1
3. The Islander [Edited video] stereo
4. Bye Bye Beautiful [Promotional video] stereo
5. The Making of The Islander [Documentary]
6. Escapist [Audio] stereo
7. Escapist [Audio] 5.1

### Версія Nuclear Blast
CDS:
1. The Islander [Edit]
2. The Islander
3. Escapist [Instrumental]
4. Meadows Of Heaven [Orchestral]

CDS and DVDS Лімітоване видання: CDS:
1. The Islander [Edit]
2. The Islander
3. Escapist [Instrumental]
4. Meadows Of Heaven [Orchestral]

DVDS:
1. The Islander Video [Edit]
2. The Islander Video
3. The Making Of «The Islander»

Mini LP:
1. The Islander [Edit]
2. The Islander
3. Escapist [Instrumental]
4. Meadows Of Heaven [Orchestral]

## Учасники
- Туомас Холопайнен — композитор, клавишні
- Анетт Ользон — вокал
- Емппу Вуорінен — гітара
- Юкка Невалайнен — ударні
- Марко Хієтала — бас-гітара

## Чарти
| Чарт (2007-2009)      | Найвища позиція |
| --------------------- | --------------- |
| Finnish Singles Chart | 1               |
| French Singles Chart  | 91              |
| Spanish Singles Chart | 5               |